# Eriococcus iljiniae
Eriococcus iljiniae är en insektsart som först beskrevs av Danzig 1972.  Eriococcus iljiniae ingår i släktet Eriococcus och familjen filtsköldlöss. Inga underarter finns listade i Catalogue of Life.